# كلود مونيه
كلود مونيه (بالفرنسية: Claude Monet) 14 نوفمبر 1840 في باريس - 5 ديسمبر 1926 في جيفرني، كان رسّام فرنسي. رائد المدرسة الانطباعية في الرسم، قام بإنجاز لوحة جديدة عام 1872 م، وسماها «انطباع، شمسٌ مشرقة»، ولما كان الأول في استعمال هذا الأسلوب الجديد من التصوير، فقد اشتق اسم المدرسة الجديدة من اسم لوحته: الانطباعية.

## حياته
في عام 1860 التحق بالجيش وأرسل إلى الجزائر، ومن هناك كتب يصف وقع الألوان الشديدة والألوان المتوهجة في هذه البلاد الشرقية على نفسه.
ولكن اصابته بحمى التيفود عجلت بتسريحه من الجيش، فغادر الجزائر راجعا إلى باريس ليواصل تعلمه للفن، وهناك توطدت علاقته مع بعض الفنانين الشباب أمثال رينوار. عام 1874 خرج مع أصدقائه للرسم عن الطبيعة في غابة فونتينيلو.
وعندما نشبت الحرب الفرنسية الروسية سافر مونيه إلى إنجلترا هاربا من هذه الحرب، وهناك عكف على رسم المناظر الطبيعية في حدائق لندن. وفي العام نفسه (1874) رفضت أعمال مونيه ورينوار وغيرهم من الفنانين مما حدا بهم لإقامة معرض مستقل لهم سمى صالون المرفوضات وقد كان لهذا المعرض فضلا كبيرا في دخول الرسم والتصوير إلى مرحله جديده وهي مرحله الحداثة.
في عام 1883م قرر كلود مونيه الانتقال إلى بلدة جيفرني بعدما شاهدها من نافذة القطار وأعجب بها، ورتب فيها حديقة تبلغ مساحتها نحو 8100 متر مربع، أصبحت في الوقت الحالي مزارا ومقصدا سياحيا عالميا يستقبل سنويا نحو نصف مليون زائر.

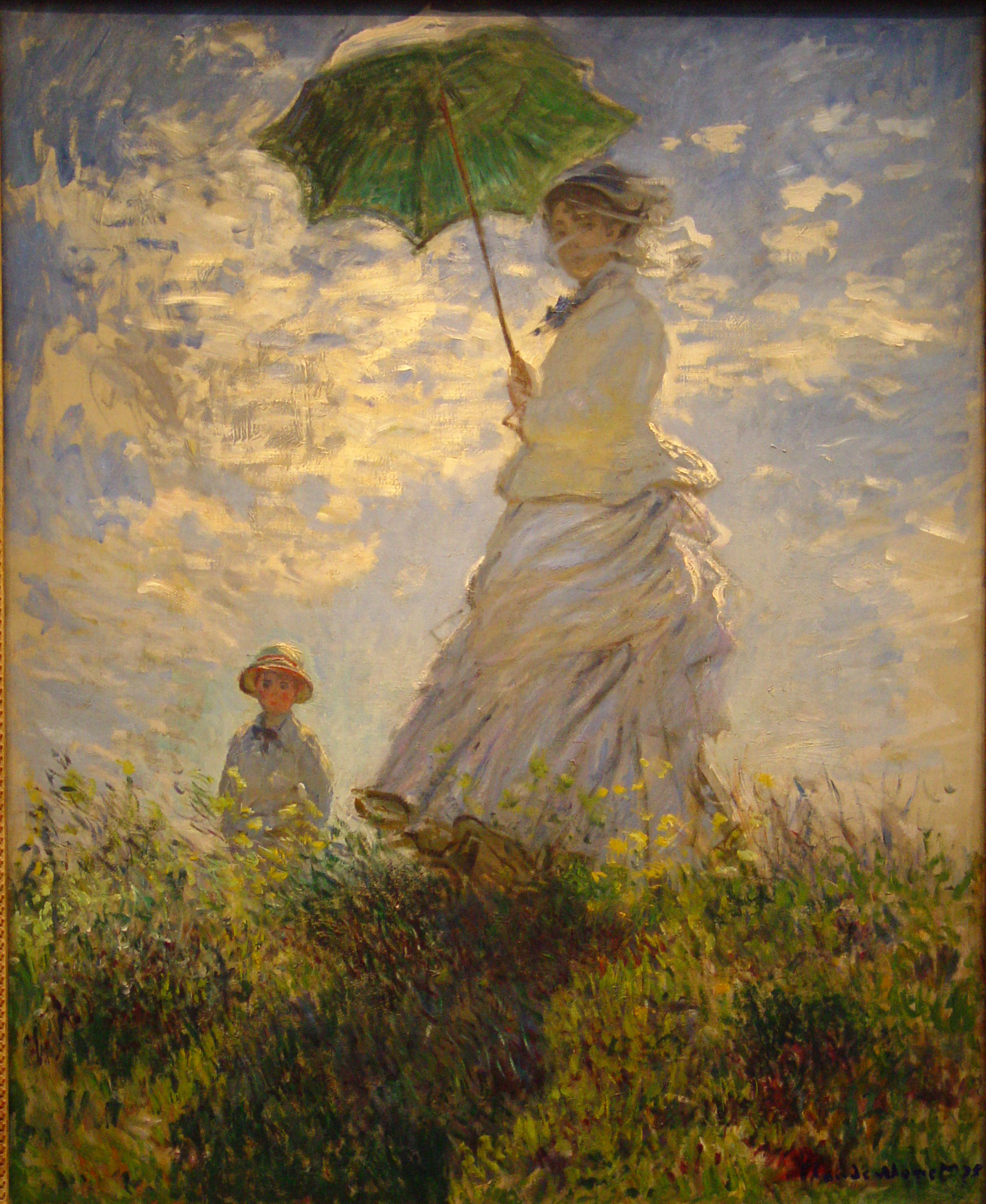
النزُهة بريشة كلود مونيه 1875 ، المعرض الوطني للفنون (واشنطن)

## مونيه والانطباعية
من أواخر سنة 1860، مونيه ورسامون اخرون مشابهون تقابلوا مع اعتراض من اكاديمية الفنون الجميلة المحافظة التي اقامت عرضها السنوي في صالون باريس. خلال الجزء الأخير من سنة 1873، نظم مونيه وأوجست رينوار وكامي بيسارو وألفرد سيسلي جماعة المجهولين من الرسامين والنحاتين والنقاشين لعرض اعمالهم الفنية بشكل مستقل. في أول معرض لهم والذي أقيم في أبريل 1874، مونيه عرض العمل الذي اعطى المجموعة اسمها الخالد.
انطباع، شروق الشمس رسمت سنة 1872، تمثل مشهد ميناء لو هافر. من عنوان اللوحة الناقد الأدبي لويس لوروا استخدم المصطلح «الانطباعية» في مقالته معرض الانطباعيون التي ظهرت في أشهر صحيفة في باريس في ذلك الوقت. كان مقصود به الانتقاص لكن الانطباعيون اتخذوه كاسم لهم.
 من أهم أعماله:
- نساء في حديقة (Femmes au jardin)، 1867 م؛
- الفطور (le Déjeuner)، ح. 1873 م - متحف أورسي، باريس،
- مستنقع الضفادع (la Grenouillère)، 1869 م - متحف ميتروبوليتن، نيويورك،
- مجموعة من الصور عن «محطة سان لازار» (Gare Saint-Lazare)،
- مناظر طبيعية من أرجونتويْ وفيتويْ (paysages d'Argenteuil et de Vétheuil)،
- انطباع شروق الشمس 1874

## الولادة والطفولة

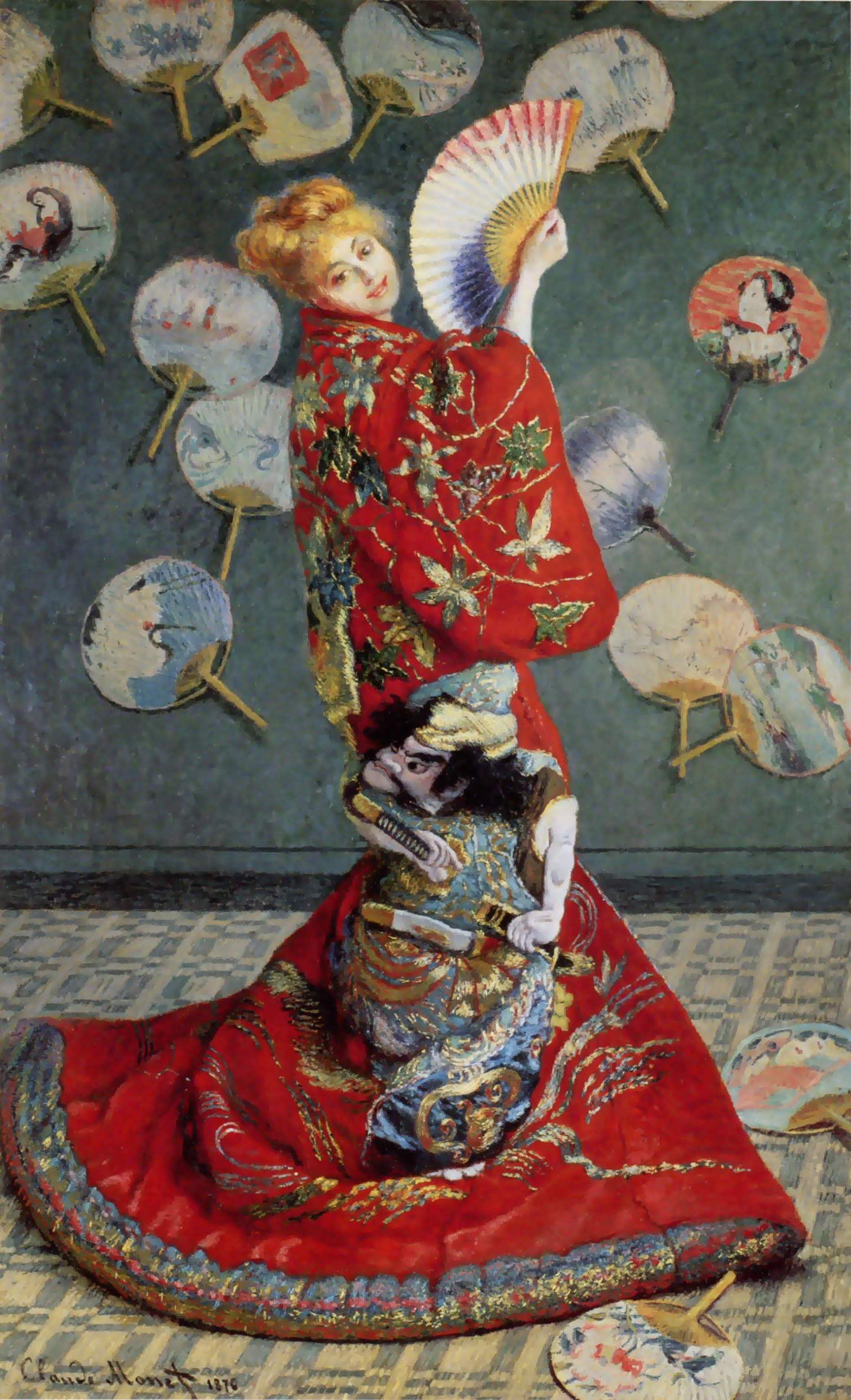
المدام مُونيه تَرْتَدِي الكَيْمُونو لوحة زيتية تعود لعام 1876 بريشة كلود مونيه. تصور أللوحة امرأة أوروبية ترتدي كيمونو أحمر تقف أمام جدار مزين بمراوح يابانية. نموذج اللوحة هي زوجة الفنان الأولى «كاميل دونسيو». متحف الفنون الجميلة في بوسطن.

ولد مونيه في الرابع عشر من نوفمبر سنة 1840. كان الابن الثاني لكلود أدولف مونيه ولويز جوستين اوبري مونيه، كلاهما من الجيل الثاني من الباريسيين. في العشرين من مايو عمد في الكنيسة المحلية كأوسكار كلود لكن والداه نادوه بأوسكار فقط. بالرغم من انه عمد كاثوليكياَ الا انه أصبح ملحداَ.
سنة 1845 انتقلت عائلته الي لو هافر في نورماندي. اراد والده ان يلحقه بتجارة العائلة لكن مونيه اراد ان يصبح فناناَ. كانت والدته مغنيه.
في الأول من أبريل سنة 1851 التحق مونيه بمدرسة لو هافر الثانوية للفنون. عرفه السكان المحليين برسمه الكاريكاتوري بالفحم والذي كان يبيعه بمبلغ عشره إلى عشرين فرنك. مونيه ايضاَ أخذ دروساَ من جاك فرانسوا اشارد والذي كان طالباَ سابقاَ لدى جاك لوي دافيد.
في شواطيء نورماندي التقى بصاحبه الرسام اوجين بودان والذي أصبح معلمه الخاص وعلمه كيف يستخدم الألوان الزيتية. بودان علم مونيه تقنيات الرسم في الخارج. كلاهما كان متأثراَ بيوهان بارثولد جونكايند.
في الثامن والعشرين من يناير 1857 توفيت والدته في عمر الستين. ترك المدرسة وانتقل للعيش مع عمته الأرملة والتي لا يوجد لديها أبناء ماري جين ليكاردي.

## سنواته الأخيرة

### فقدان بصره
بعد وفاة زوجته الثانية أليس وابنه الأكبر جين والذي كان المفضل لديه قامت بلانش زوجة ابنه جين بالاعتناء به. كان خلال هذه الفترة من الزمن مونيه قد بدأت تظهر عليه علامات إعتام عدسة العين.
خلال الحرب العالمية الأولى والتي شارك فيها ابنه ميشيل وصديقه كليمنصو قام مونيه برسم سلسلة من الأشجار الحزينة المحطمة والتي تمثل الجنود الفرنسيين. سنة 1923 خضع لعمليتين لإزالة إعتام عدسة العين.
الرسومات التي رسمها خلال تلك الفترة عليها طابع احمر اللون نتيجة لمرضه. وقد يعود السبب ايضاً إلى انه بعد إجراء العملية أصبح يرى ألوان فوق البنفسجية والتي لا ترى عادة وقد أثر هذا على الألوان التي قام باختيارها في لوحاته.

### وفاته
توفي مونيه في الخامس من ديسمبر سنة 1926 اثر اصابته بسرطان الرئة وعمره 86. دفن في مقبرة كنيسة جيفرني.
اصر مونيه على ان تكون مراسم دفنه بسيطه ولهذا حضر جنازته خمسون شخصاً فقط.
منزله وحديقته ومستنقع الازهار الخاص به ورثها ابنه ميشيل. فتحت حديقته ومنزله للزيارات سنة 1980. أصبح منزله وحديقته ومعرض الانطباعية من المعالم الأساسية للسياح في جيفرني حول العالم.

## وصلات خارجية
- كلود مونيه على موقع IMDb (الإنجليزية)
- كلود مونيه على موقع الموسوعة البريطانية (الإنجليزية)
- كلود مونيه على موقع ألو سيني (الفرنسية)
- كلود مونيه على موقع ميوزك برينز (الإنجليزية)
- كلود مونيه على موقع قاعدة بيانات الأفلام السويدية (السويدية)
- كلود مونيه على موقع إن إن دي بي (الإنجليزية)
- كلود مونيه على موقع ديسكوغز (الإنجليزية)
- كلود مونيه على موقع قاعدة بيانات الفيلم (الإنجليزية)
- كلود مونيه على موقع كينوبويسك (الروسية)